# Estação Repubblica―Teatro Opera
Repubblica―Teatro Opera é uma estação da Linha A do Metro de Roma. Ela foi inaugurada em 1980 e seu nome é devido a Praça da República, debaixo da qual esta estação se encontra.